# سام هاردينغ
سام هاردينغ (بالإنجليزية: Sam Harding)‏ هو منافس ألعاب قوى أسترالي، ولد في 11 مايو 1991 في برث في أستراليا.